# Trưng cầu dân ý độc lập Scotland, 2014
Một cuộc trưng cầu dân ý độc lập được tổ chức tại Scotland vào ngày 18 tháng 9 năm 2014, để người dân quyết định về việc có đồng ý để Scotland độc lập và ly khai Vương quốc Liên hiệp Anh và Bắc Ireland.

Logo của Phong trào muốn Ly khai

Sau một cuộc thỏa thuận giữa chính phủ Scotland và chính phủ Liên hiệp Anh, Dự luật Trưng cầu dân ý Scotland được Nghị viện Scotland thông qua vào tháng 11 năm 2013, sắp xếp việc tổ chức cuộc trưng cầu dân ý. Theo kiến nghị của Hội đồng Ủy ban Bầu cử, cuộc trưng cầu dân ý đưa ra câu hỏi: "Scotland có nên trở thành một quốc gia độc lập không?" – các cử tri chỉ được quyền bầu "Có" hay "Không". Để được thông qua, đề xuất độc lập cần phải nhận đa số phiếu. Trừ một vài trường hợp, tất cả mọi người 16 tuổi trở lên sống tại Scotland đều có quyền bỏ phiếu (khoảng 4,3 triệu người).
Yes Scotland là nhóm vận động chính cho phe đòi độc lập, trong khi nhóm Better Together là nhóm chính cho nhóm muốn giữ liên hiệp. Nhiều nhóm vận động khác, đảng phái, doanh nghiệp, báo chí, và nhân vật công chúng cũng đã tham gia trong các cuộc vận động. Những vấn đề chính được đưa trong cuộc vận động gồm có: Scotland độc lập nên sử dụng đơn vị tiền tệ nào, các tiêu dùng công cộng, và dầu mỏ tại Biển Bắc.
Cuộc trưng cầu dân ý kết thúc vào 22:00 BST (21:00 UTC) cùng ngày, và các lá phiếu được đếm ngay sau đó. Trong đêm đó 32 đơn vị địa phương tính tổng số phiếu và đến khoảng 3:30 khoảng một nửa số phiếu được dự tính sẽ được đếm hết.
Đến sáng ngày 19 tháng 9, với kết quả đã đếm hết từ tất cả 32 khu vực bầu cử, với tỉ lệ số dân tham gia là 84,59 %, với kết quả là 2.001.926 cử tri (55,30 %) đã bỏ phiếu chống và 1.617.989 cử tri (44,70 %) bỏ phiếu thuận.

## Lịch sử

#### Sự thành lập Scotland và Vương quốc Anh (United Kingdom)

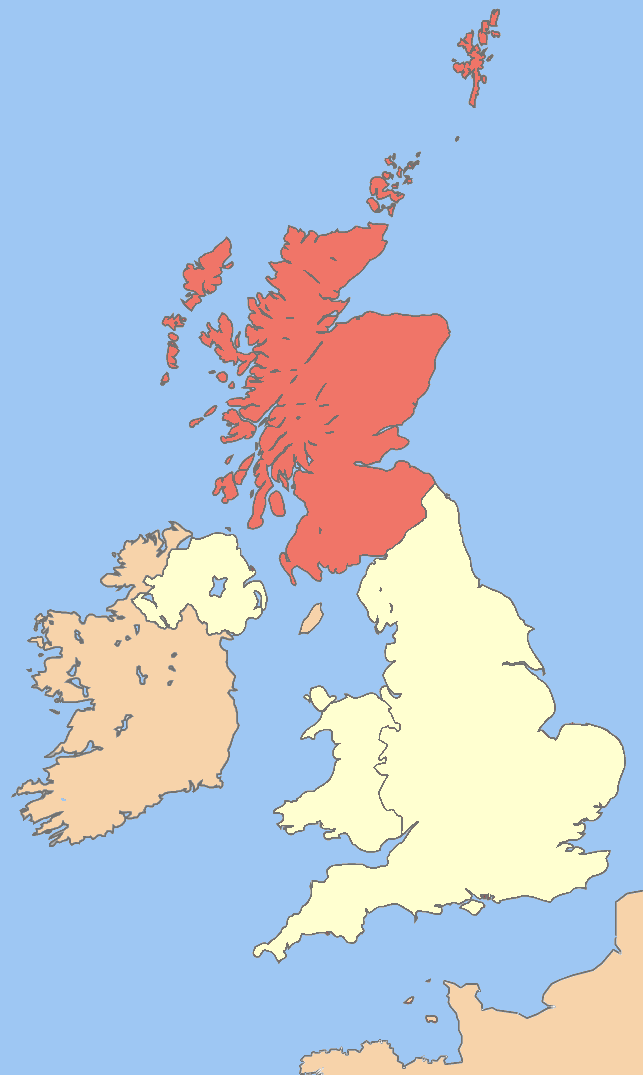
Bản đồ Scottland trong vương quốc Liên hiệp Anh

Scotland và Vương quốc Anh được thành lập như là 2 quốc gia độc lập trong thời Trung Cổ. Sau một loạt các cuộc chiến tranh trong thế kỷ 14, một liên minh cá nhânđã tồn tại giữa hai nước kể từ Liên hiệp các vua (Union of the Crowns) dưới thời hai nước có chung một người trị vì là James VI của Scotland và James I của Anh. Hai quốc gia đã tạm thời thống nhất dưới một chính quyền khi Oliver Cromwell đã tuyên bố Khối thịnh vượng chung trong năm 1653, nhưng điều này đã được giải thể khi chế độ quân chủ được phục hồi trong năm 1660. Scotland và Anh thống nhất để hình thành Vương quốc Anh vào năm 1707. Ở phía bên Scotland đã ảnh hưởng bởi sự thất bại của chương trình Darien trong chính trị, kinh tế. Bên Vương quốc Anh vẫn giữ họ Hannoverian tiếp tục kế vị. Anh lần lượt kết hợp với Vương quốc Ireland vào năm 1801, hình thành Liên hiệp Vương quốc Anh và Ireland.Phần lớn Ireland rời khỏi Liên hiệp vào năm 1922 như là 1 nhà nước Tự Do Ireland. Do đó tên đầy đủ của chủ quyền quốc gia hôm nay là Liên hiệp Vương quốc Anh và Bắc Ai-len.

#### Chuyển giao quyền lực
Công Đảng Anh được thành lập và cam kết hoạt động ở Scotland vào những năm 20 của thế kỉ 20, nhưng nó bị loại bỏ do chính chương trình nghị sự của mình trong những năm tiếp theo. Đảng Dân tộc Scotland (SNP) được thành lập vào năm 1934, nhưng không đạt được thành công trong cuộc bầu cử năm 1960. Một bộ luật đó là Công ước Scotland đã có chữ ký của 2 triệu người (trong tổng dân số 5 triệu) vào cuối năm 1940. Bấy giờ, sự chuyển giao quyền lực cho Scotland không còn trở thành một đề nghị nghiêm túc nữa đến cuối những năm 1970, chính phủ Lao động của Jim Callaghan đã phải chịu áp lực bầu cử, nguyên nhân là do SNP.
Một đề nghị cho hội đồng phân cấp Scotland đã được đưa vào trưng cầu dân ý vào năm 1979. Phần lớn phiếu bầu ủng hộ đều sự thay đổi, nhưng điều này không có tác dụng do số phiếu "Có" đã còn vượt quá đến 40% tổng số cử tri.
Không có cải cách hiến pháp đã được đề xuất tiếp tục cho đến khi Công Đảng Anh trở lại nắm quyền vào năm 1997 do đó trưng cầu thứ hai đã được tổ chức để chuyển giao quyền lực cho Scotland. Đạo luật Scotland năm 1998 đầu tiên được bầu vào ngày 6 tháng năm 1999.

#### Quản lý Đảng Dân tộc Scotland 2007
Một cam kết tổ chức một cuộc trưng cầu dân ý năm 2010 là một phần của cuộc bầu cử tuyên ngôn của SNP khi tranh luận về cuộc bầu cử Quốc hội Scotland năm 2007. Theo kết quả của cuộc bầu cử đó, đây đã trở thành đảng lớn nhất trong Quốc hội Scotland và thành lập bởi một chính phủ do Bộ trưởng Alex Salmond.

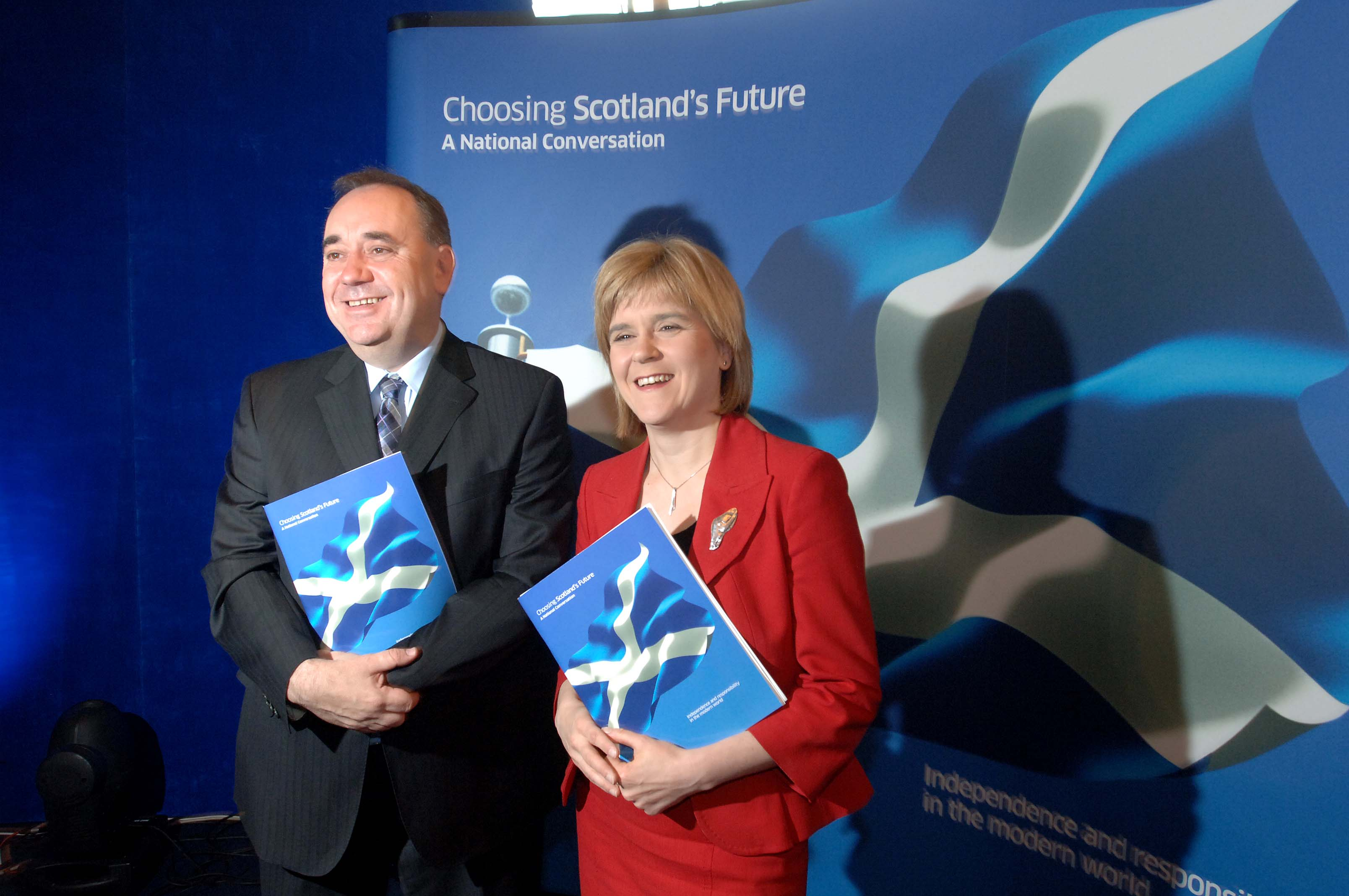
Bộ trưởng Scotland, Alex Salmond, và Thứ trưởng, Nicola Sturgeon, tại buổi ra mắt của cuộc đối thoại quốc gia vào ngày 14 tháng 8 năm 2007.

#### Quản lý Đảng Dân tộc Scotland 2010
SNP cam kết tổ chức một cuộc trưng cầu dân ý khi SNP công bố tuyên ngôn cuộc bầu cử quốc hội Scotland năm 2011. Vài ngày trước cuộc bầu cử, Salmond cho biết tính pháp lý về trưng cầu dân ý sẽ được đề xuất trong "nửa thứ hai của Quốc hội", ông muốn đảm bảo chắc chắn phần lớn quyền lực thuộc về Quốc hội Scotland thông qua đạo luật Scotland đầu tiên. SNP giành được đa số trong cuộc bầu cử tổng thể, chiến thắng 69 trên tổng số 129, do đó đạt được đồng ý tổ chức một cuộc trưng cầu dân ý độc lập.
Tháng 1 năm 2012, chính phủ Anh cho phép Quốc hội Scotland tổ chức một cuộc trưng cầu, với điều kiện "công bằng, hợp pháp và mang tính quyết định". Điều này thiết lập các điều khoản tham chiếu cho cuộc trưng cầu dân ý, tạo điều kiện cho cử tri có thể tổ chức cuộc bầu cử. Khi chính phủ Anh đã hoạt đọng trên các chi tiết pháp lý (thời gian của cuộc bầu cử), Salmond tuyên bố tổ chức trưng cầu dân ý vào mùa thu năm 2014. Các cuộc đàm phán vẫn tiếp tục giữa hai chính phủ đến tháng 10 năm 2012, khi Hiệp định Edinburgh đã đạt được.

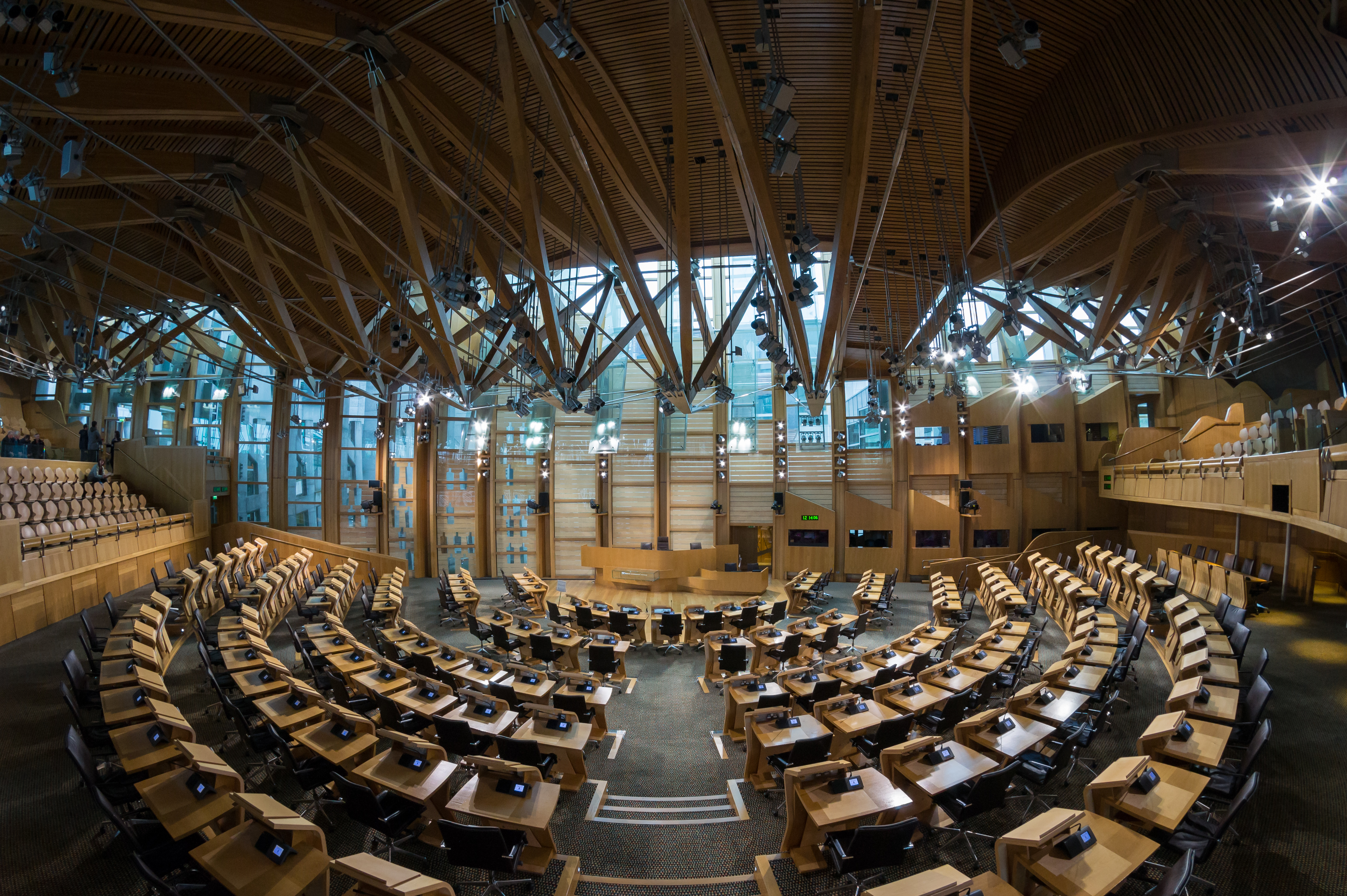
Phòng tranh luận của Nghị viện Scotland

## Hành chính

#### Ứng cử
Ngày 21 tháng 3 năm 2013, chính phủ Scotland công bố trưng cầu dân ý sẽ được tổ chức vào ngày 18 tháng 9 năm 2014. Salmond đã đồng ý vì năm 2014 kỷ niệm 700 năm trận Bannockburn; Scotland cũng sẽ đăng cai tổ chức Commonwealth Games 2014 và Ryder Cup 2014. Những sự kiện này khiến cho năm 2014 là một năm tốt để tổ chức một cuộc trưng cầu dân ý.
Theo các điều khoản của Dự thảo Luật năm 2010, những người sau đây được quyền bỏ phiếu trong cuộc trưng cầu dân ý:
- Công dân Anh thường trú tại Scotland;
- Công dân của 52 quốc gia khác Khối thịnh vượng chung thường trú tại Scotland;
- Công dân của 27 quốc gia Liên minh châu Âu thường trú tại Scotland;
- Các thành viên của Thượng nghị viện Vương quốc Anh là người thường trú tại Scotland;
- Dịch vụ / nhân viên phục vụ Hoàng gia Anh hoặc ở nước ngoài trong Quân đội Anh hoặc với Chính phủ Hoàng gia đăng ký bỏ phiếu tại Scotland.

#### Tính hợp pháp của một cuộc trưng cầu dân ý
Năm 2010, chính phủ Scotland khẳng định họ có thể lập pháp cho cuộc trưng cầu, vì đây sẽ là một cuộc trưng cầu để tư vấn việc mở rộng quyền hạn của Quốc hội Scotland, và kết quả không có hiệu lực trong luật pháp.Tháng 1 năm 2012, Lord Wallace, người ủng hộ cho Scotland, cho biết sẽ tổ chức một cuộc trưng cầu về hiến pháp nằm ngoài pháp luật và cho các cá nhân có thể thách thức dự luật trưng cầu của Quốc hội Scotland.
Chính phủ Anh và chính phủ Scotland ký Hiệp định Edinburgh, cho phép chuyển nhượng tạm thời cơ quan pháp luật. Theo quy định của Hiệp định Edinburgh, chính phủ Anh phải soạn dự thảo cấp bậc cho Hội đồng Quốc hội Scotland và quyền hạn cần thiết để tổ chức một cuộc trưng cầu độc lập đúng vào hoặc trước ngày 31 tháng 12 năm 2014. Dự thảo đã được nghị quyết của cả hai Viện Quốc hội phê duyệt, và được sự chấp thuận của Nữ hoàng, theo lời khuyên của Bộ trưởng, tại một cuộc họp của Hội đồng Tư vào ngày 12 tháng 2 năm 2013. Dưới quyền hạn tạm thời chuyển giao từ Westminster trong mục 30 dự thảo, Quốc hội Scotland đã thông qua Đạo luật Scotland Trưng cầu dân ý độc lập năm 2013, triệu tập cuộc trưng cầu, xác định các câu hỏi đã đưa ra từ ngày trưng cầu dân ý đã được tổ chức trước đó và thiết lập các quy tắc quản lý việc tổ chức trưng cầu dân ý. Dự án Luật được thông qua bởi Quốc hội Scotland vào ngày 14 tháng 11 năm 2013 và nhận được sự đồng ý của Hoàng gia vào ngày 17 tháng 12 năm 2013. Theo mục 36 của Đạo luật, điều này sẽ có hiệu lực một ngày kể từ sau khi Hoàng gia đồng ý.

#### Giám sát bầu cử
Ủy ban bầu cử chịu trách nhiệm giám sát việc trưng cầu dân ý, thực hiện các cuộc thăm dò và công bố kết quả, đưa ra các khoản tài trợ. Trong vai trò kiểm soát chi tiêu chiến dịch, Ủy ban Bầu cử sẽ báo cáo với Quốc hội Scotland. Cuộc thăm dò sẽ được quản lý ngay tai nơi bầu cử.

#### Những ý kiến trong cuộc trưng cầu
Hiệp định Edinburgh nói rằng các câu hỏi sẽ được quyết định bởi Quốc hội Scotland và xem xét bởi Ủy ban Bầu cử. Và câu hỏi ưa thích của chính phủ Scotland là "Bạn có đồng ý rằng Scotland phải là một quốc gia độc lập?". Cuộc khảo sát cho thấy rằng "Bạn có đồng ý không" ở phần đầu lời nói đã làm cho câu hỏi rất nổi bật, sẽ có nhiều khả năng thu được một phản hồi tích cực. Nhưng câu hỏi đã được sửa đổi trở thành "Scotland nên là một quốc gia độc lập?" vì Ủy ban Bầu cử thấy được câu này lại mang tính trung lập và ngắn gọn nhất.

#### Cơ cấu

##### Chi phí và tài trợ
Trong Dự thảo Luật năm 2010, chính phủ Scotland đề xuất tổ chức một cuộc vận động cho những người có hoặc không đồng ý rằng "Scotland nên là một nước độc lập". Việc này được phép chi tiêu £ 750 000 vào chiến dịch gửi miễn phí cho mỗi hộ gia đình một món hàng qua đường bưu điện hoặc cử tri để tạo thương hiệu cho cuộc trưng cầu dân ý. Ngân sách công không phục vụ cho chiến dịch. Các đảng chính trị đã được phép chi tiêu £ 100 000. Điều này đã giới hạn đề xuất chi tiêu của đảng sao cho chỉ chi tiêu £ 250 000 vào năm 2012.
Năm 2013, đề xuất cho 16 tuần trước cuộc thăm dò của Ủy ban bầu cử đã được chấp nhận, cho phép tổ chức hai chiến dịch chỉ định để chi tiêu lên đến 1,5 triệu £ cho các đảng ở Scotland để chi tiêu cho các khoản: £ 1 344 000 (SNP); £ 834 000 (Lao động); £ 396 000 (Conservatives); £ 201 000 (Tự do dân chủ); £ 150 000 (Greens). Các tổ chức khác có thể đăng ký với Ủy ban Bầu cử, nhưng chi tiêu bị giới hạn £ 150 000.
Theo bài báo tham khảo ý kiến của chính phủ Scotland công bố trên 25 tháng 2 năm 2010, chi phí của cuộc trưng cầu dân "có thể sẽ đến khoảng 9,5 triệu £", chủ yếu chi cho hoạt động bình bầu và kiểm phiếu và một số hoạt động khác. Tính đến tháng 4 năm 2013, chi phí dự kiến của trưng cầu dân ý là 13 300 000 £.

##### Tổ chức vận động tranh cử
Chiến dịch ủng hộ độc lập của Scotland, "Yes Scotand", đã được đưa ra vào ngày 25 tháng 5 năm 2012. Người đứng đầu là Blair Jenkins, trước đây là Giám đốc phát thanh truyền hình tại STV, trưởng phòng tin tức và các vấn đề ở cả hai dài STV và BBC Scotland. Chiến dịch này đã được hỗ trợ bởi SNP, Đảng Greens và Đảng Xã hội Scotland. Khi ra mắt trước công chúng, Salmond đã hi vọng rằng một triệu người ở Scotland sẽ ký một tuyên bố hỗ trợ cho nền độc lập. Ngày 22 Tháng 8 năm 2014, "Yes Scotand" thông báo đã vượt qua mục tiêu trên.
Chiến dịch ủng hộ Scotland ở lại Anh, "Better Together" (Cùng nhau sẽ tốt hơn cả), đã được đưa ra vào ngày 25 Tháng 6 năm 2012, được dẫn dắt bởi Alistair Darling, cựu Bộ trưởng Tài chính, và có sự hỗ trợ của Đảng Conservatives, Đảng Lao động và Tự do Dân chủ.

##### Giới thiệu

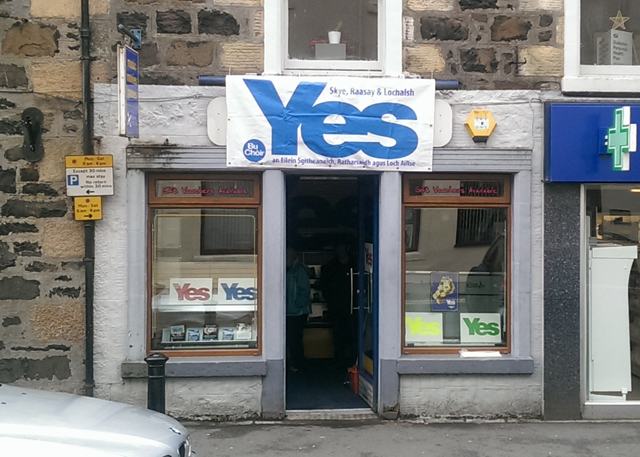
Poster "CÓ" treo trên của hàng

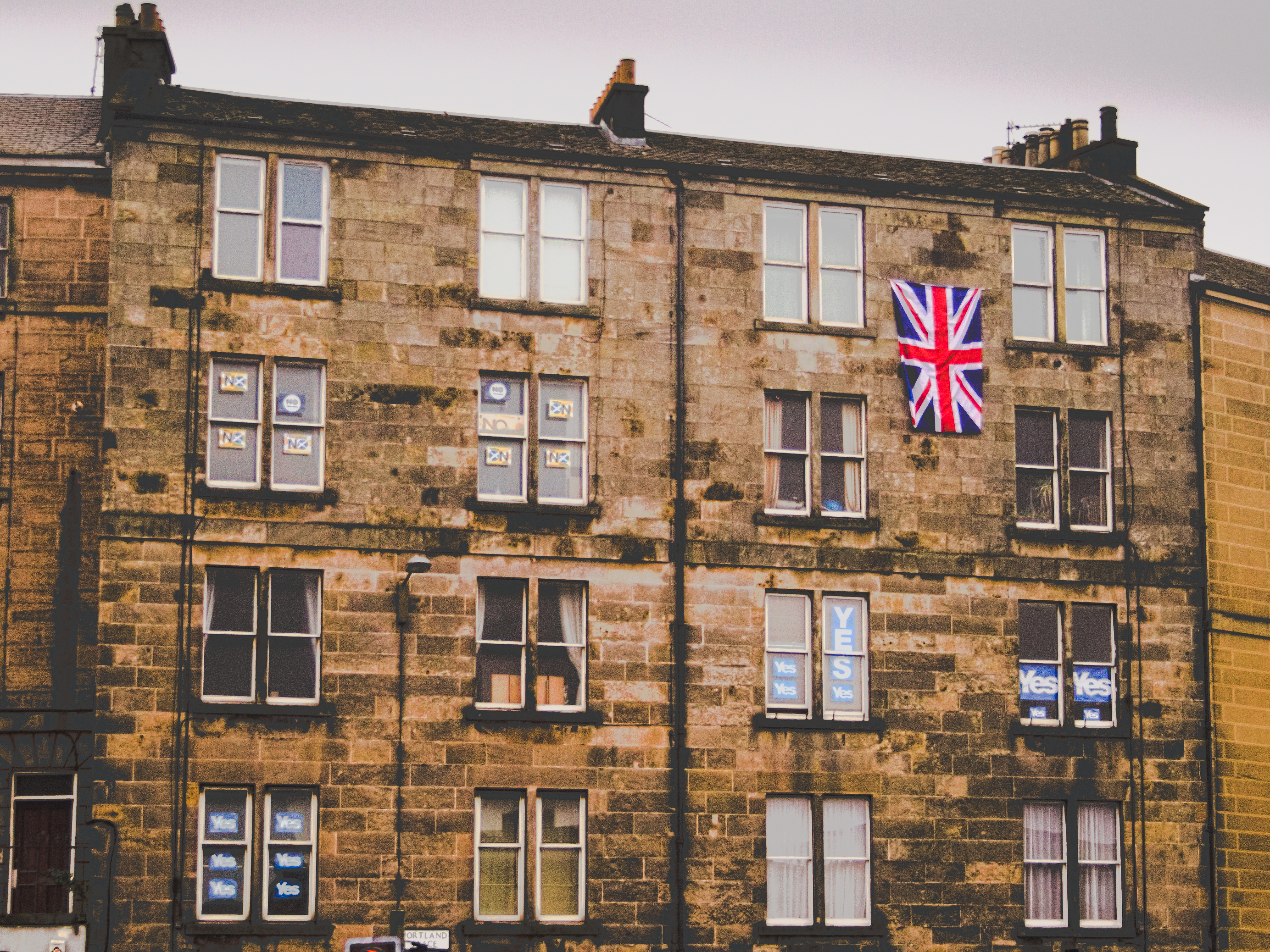
Poster "CÓ" và "KHÔNG" trong cuộc trưng cầu dân ý được treo đồng thời tại chung cư ở Leith, Vương quốc Anh.

Quảng bá, giới thiệu chính trị trên truyền hình, đài phát thanh ở Anh đã bị cấm theo Đạo luật Truyền thông năm 2003, nhưng với ngoại lệ của đảng, điều này lại được phép phát sóng.Song, ba chuỗi rạp chiếu phim lớn lại dừng hiển thị quảng cáo của các nhóm chiến dịch trưng cầu dân ý sau khi nhận được thông tin phản hồi tiêu cực từ người xem phim.

##### Các nhà tài trợ
Trong tháng 12 năm 2013, chiến dịch "Better Together" tuyên bố họ đã được đóng góp £ 2 800 000 bởi các doanh nhân Ian Taylor, Donald Houston và CJ Sansom. Gần 27 000 nhà tài trợ đã đóng gớp dưới £ 7500 trong cùng 1 ngày. Nhà văn JK Rowling tài trợ £ 1 000 000 vào tháng sáu. Trong tháng tiếp theo, nhà sản xuất rượu whisky William Grant & Sons đóng góp khoảng £ 100 000. Vào ngày 12 tháng 8 năm 2014, "Better Together" thông báo đã đủ tiền cho các chi tiêu cho phép và không nhận đóng góp nữa. Điều này một phần là do nhận được số lượng lớn các khoản đóng góp nhỏ sau cuộc tranh luận trên truyền hình đầu tiên giữa Salmond và Darling.

#### Quá trình bỏ phiếu
Bỏ phiếu cho cuộc trưng cầu dân bắt đầu vào ngày 27 Tháng 8 năm 2014, băng việc tiếp nhận phiếu bầu của cử tri qua bưu điện. Tính đến ngày 15 tháng 8, 680 235 cử tri đăng ký bỏ phiếu qua bưu điện, tăng 20% so với tháng 3 năm 2014. Trong giai đoạn bỏ phiếu qua bưu điện, cảnh sát Scotland đã bắt giữ một người đàn ông từ Glasgow tình nghi bán phiếu bầu của mình trên website đấu giá eBay. Thời hạn đăng ký cho cử tri trong cuộc trưng cầu là ngày 2 tháng 9 năm 2014. Một số hội đồng báo cáo việc xử lý số lượng người đăng ký mới nhiều chưa từng có, trong khi những hội đồng khác nhận được hàng vạn các phiếu đăng ký trong tuần cuối cùng.

#### Kết quả của cuộc bỏ phiếu
Chính phủ Anh cho rằng, nếu được đa số phiếu ủng hộ khuynh hướng độc lập, thì Scotland sẽ trở thành một quốc gia độc lập sau quá trình đàm phán. Nếu phần lớn là không độc lập thì Scotland sẽ tiếp tục ở lại Vương quốc Anh. Quyền hạn sẽ tiếp tục được phân cấp cho Quốc hội Scotland như là kết quả của Đạo luật Scotland năm 2012 của Ủy ban Bầu cử đã chuẩn bị. Cuối cùng, Anh và các chính phủ Scotland cúng đạt được thỏa thuận này.

## Vấn đề

#### Nông nghiệp
Năm 2013, với tư cách là một phần quốc gia thành viên Liên minh châu Âu (EU), những người nông dân Scotland đã nhận được 583 000 000 £ trong khoản trợ cấp từ EU theo chính sách nông nghiệp chung (CAP). Khoản CAP thực hiện cho Vương quốc Anh hàng năm, xác định lương tiền để phân bổ cho mỗi chính quyền phân cấp, bao gồm cả Scotland. Trong thỏa thuận CAP cuói cùng, người nông dân ở Anh có đủ điều kiện để được khoản bổ sung vì người nông dân Scotland lại nhận được khoản trung bình cho trang trại thấp hơn cho mỗi héc ta, nguyên nhân chủ yếu là do địa hình miền núi ở Scotland. Cho nên, những người ủng hộ khuynh hướng độc lập do đó tin rằng Scotland độc lập sẽ nhận được trợ cấp nông nghiệp lớn hơn khi còn là một phần của Vương quốc Anh. Những người phản đối độc lập lại tin rằng nông dân Scotland được hưởng lợi vì Vương quốc Anh là một trong những nước thành viên EU lớn hơn và do đó có tiếng nói lớn hơn trong các cuộc đàm phán CAP. Họ cũng đặt câu hỏi liệu một Scotland độc lập sẽ ngay lập tức nhận được tiền trợ cấp đầy đủ từ EU.